# Durham
 For alternative betydninger, se Durham (flertydig). (Se også artikler, som begynder med Durham)
Durham (oprindeligt: Dunholm) er en engelsk by i County Durham, det nordøstlige England, omtrent 25 km fra Newcastle upon Tyne. Den er anlagt hvor floden Wear slår en bugt, og den omgiver tre sider af centrum og skaber en smal hald på den fjerde. Det omkringliggende landskab er bakket, bortset fra ved Wear floddal mod nord og sydøst.
Durham er county town og indeholder Durham County Council, der er lokalmyndigheden der driver området County Durham. Byområdet havde 50.510 indbyggere ved folketællingen i 2021.
Durham blev grundlagt i 995, da angelsaksiske munke søgte et sikkert sted fra vikingernes plyndringer, så de kunne opbevare sankt Cuthberts relikvier. Kirken, som munkene byggede, stod kun i omkring 100 år, hvorefter den blev erstattet af den nuværende Durham Cathedral efter den normanniske erobring af England; sammen med Durham Castle er katedralen et UNESCO verdensarvssted.
Fra 1070'erne til 1836 vra byen en del af County Palatine of Durham, et semi-uafhæfhængigt juridisk område, der blev regeret af prinsebiskopperne af Durham der fungerede som en geopolitisk stødpude mellem kongerigerne England og Skotland. I 1336 blev slaget ved Neville's Cross udkæmpet omkring 1 km vest for byen, hvilket resulterede i en engelsk sejr. I 1650 blev katadralen brugt til at opbevare skotske fanger efter de var blevet besejret under slaget ved Dunbar.
Under den industrielle revolution blev der udvundet store mængde kul fra Durham Coalfield, og adskillige kulminer var i drift omkring byen og i omkringliggende landsbyer. Selvom kulminerne nu er lukket, så bliver den årlige Durham Miners' Gala stadig fejret i byen og regionen. Historisk er Durham også kendt for at producere strømper, tæpper og sennep.
Byen huser Durham University, der blev grundlagt i 1832 og som derfor hævder at være det tredjeældste universitet i England. Universitetet er en stor arbejdsgiver i området samt byrådet og den nationale regerings paskontor. University Hospital of North Durham og HM Prison Durham ligger også tæt ved byens centrum. Durham har en stor turisme og restaurationssektor.

## Arkitektur
Hele byens centrum er fredet område. Det blev tildelt 9. august 1968 og blev udvidet d. 25. november 1980. Udover katedralen og borgen, så indeholder Durham over 630 listed buildings, hvoraf 569 ligger inden for det fredede byområde. Særligt notable bygninger tæller:

### Grade I Listed
- Chorister School[9]
- Crook Hall[10]
- Durham Castle
- Durham Cathedral
- Elvet Bridge[11]
- Framwellgate Bridge[12]
- Kepier Hospital
- Kingsgate Bridge[13]
- Prebends Bridge[14]

### Grade II* listed
Skabelon:Multiple images
- St. Anne's Court, Castle Chare
- Aykley Heads House (nuDurham City Register Office og Finbarr's Restaurant)
- Bishop Cosin's Hall, Palace Green
- Cosin's Library (nu en del af University Library, Palace Green)
- Crown Court, Old Elvet
- St Cuthbert's Society, 12 South Bailey
- St John's College, 3 South Bailey
- Railway viaduct, North Road
- Town Hall and Guildhall, Market Place
- Old Shire Hall, Old Elvet

### Grade II listed
- University Observatory[15]
- Kapellet på College of St Hild and St Bede
- The Victoria, pub på 86 Hallgarth Street[16]
- Redhills, hovedkvarter for Durham Miners' Association.[17]
- Durham police mast, nu nedrevet, Durham Constabularys hovedkvarter.[18][19]